# Предтеченка
Предтеченка (кирг. Предтеченка) — село в Московском районе Чуйской области Кыргызстана. Административный центр Предтеченского аильного округа. Код СОАТЕ — 41708 217 832 01 0.

## География
Село расположено к западу от реки Ак-Суу, на расстоянии приблизительно 11 километров (по прямой) к северо-северо-западу (NNW) от села Беловодское, административного центра района. Абсолютная высота — 628 метров над уровнем моря.

## Население
| год     | 2009 | 2014 | 2015 |
| ------- | ---- | ---- | ---- |
| человек | 1437 | 1496 | 1496 |